# سفين دي دومينيكو
سفين دي دومينيكو (بالفرنسية: Sven Di Domenico)‏ (15 مارس 1982 بلوكسمبورغ - ) هو لاعب كرة قدم لوكسمبورغي في مركز الوسط. شارك مع منتخب لوكسمبورغ لكرة القدم. أما مع النوادي، فقد لعب مع FC Swift Hesperange ‏ ونادي غريفينماتشر الرياضي ‏.

## وصلات خارجية
- سفين دي دومينيكو على موقع قاعدة بيانات كرة القدم.إي يو (الإنجليزية)
- سفين دي دومينيكو على موقع ناشيونال فوتبول تيمز (الإنجليزية)